# مينتشيانغ
مينتشيانغ (بالصينية: 蒙疆 وبالبينيينية: Měngjiāng وبهجاء ويد-جيلز: Meng-chiang وبهجاء بينيين البريدي: Mengkiang) وتعرف على مستوى واسع بالإنكليزية باسم Mongol Border Land أو الأراضي الحدودية المنغولية وهي منطقة حكم ذاتي في منغوليا الداخلية نشأت وعملت تحت سيادة إسمية من الصين وتحكّم فعلي من اليابان ونشأت على الحدود الحالية لإقليمي تشاهار وسوييوان الصينيين في وسط منغوليا الداخلية كما يُطلق عليها أسماء مينجوغيو (蒙古國) ومنكوكو (المناظرة لمانشوكو إحدى الدول العميلة الأخرى التابعة لليابان في منشوريا) واتخذت مينتشيانغ من كالغان عاصمة لها وترأس الحُكم فيها ديمشوغدونغروب زعيم حركة استقلال المغول في منغوليا الداخلية.

## وصلات خارجية
- علم مينتشيانغ
- التعليم في منغوليا تحت السيادة اليابانية